# Metropolitanato de Symi

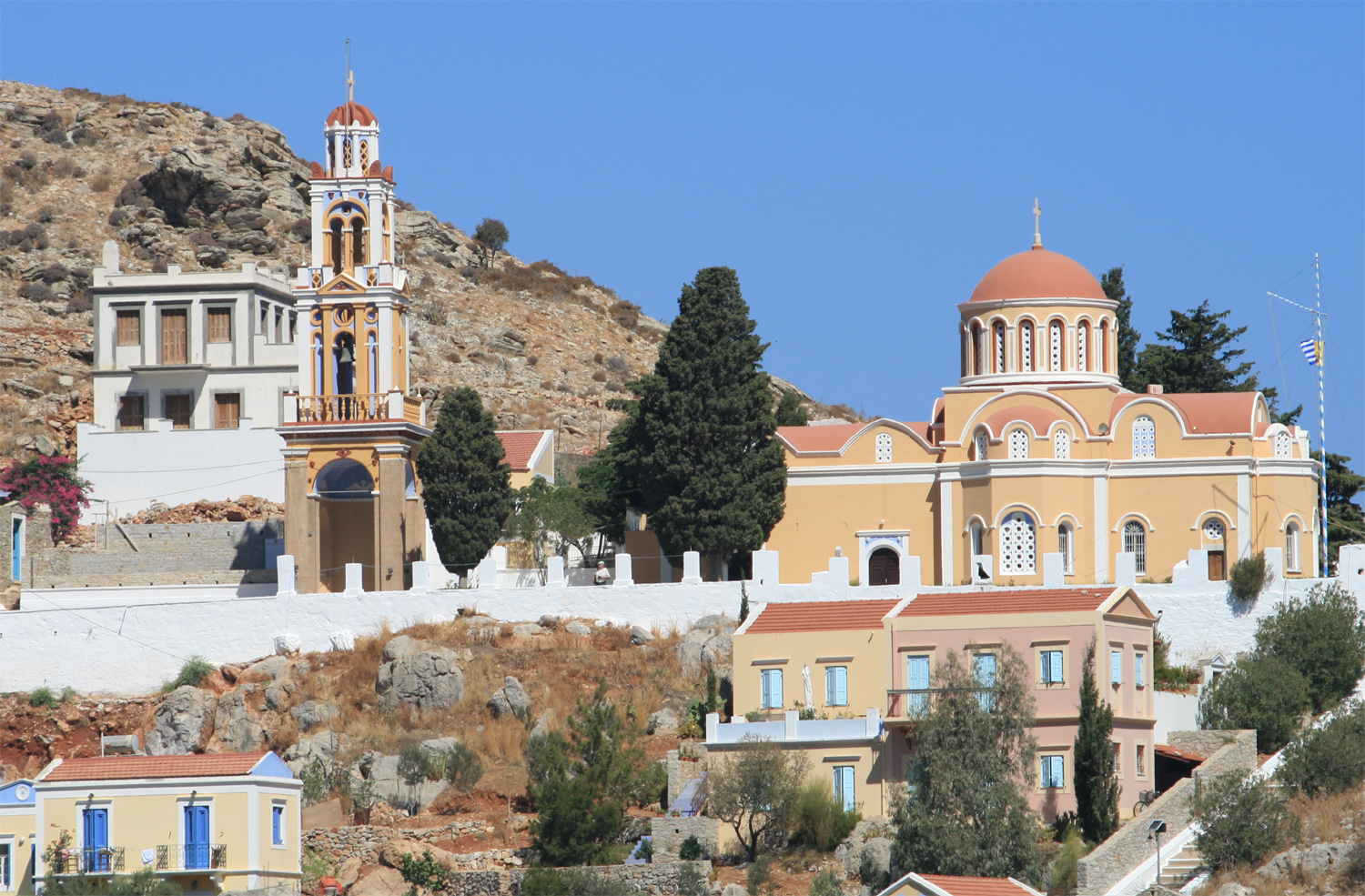
Iglesia en Symi.

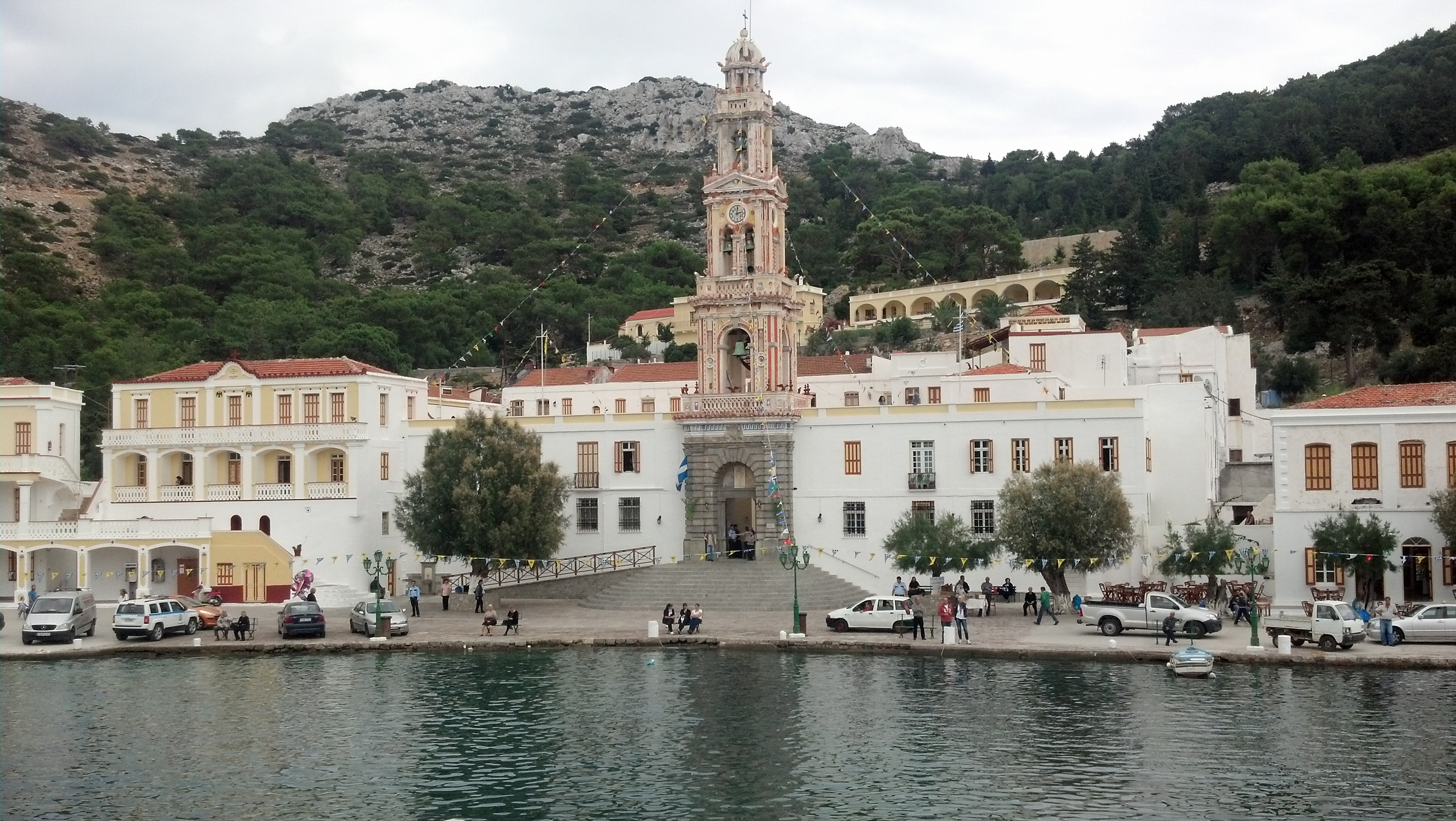
Monasterio de San Miguel Arcángel de Panormitis.

El metropolitanato de Symi o de Symi, Tilos, Jalki y Kastelórizo (en griego: Ιερά Μητρόπολη Σύμης) es una diócesis de la Iglesia ortodoxa perteneciente al patriarcado de Constantinopla. Su sede está en la localidad de Symi en la isla de Symi en Grecia. Su titular lleva el título metropolitano de Symi, el más honorable ('hypertimos') y exarca del Mar Egeo Sur (en griego: Μητροπολίτης Σύμης, ὑπέρτιμος καί ἔξαρχος Νοτίου Αἰγαίου Πελάγους). 

## Territorio
El metropolitanato de Symi se encuentra en la periferia de Egeo Meridional, en donde cubre las islas de Symi, Tilos, Jalki, Kastelórizo, Alimia, Nimos y muchos islotes. Separado por el mar Egeo, limita al norte con los metropolitanatos de Cos y Nísiros y de Pisidia; al este con el metropolitanato de Rodas; al sur y al oeste con el metropolitanato de Kárpatos y Kasos.
Además de la localidad de Symi, otras localidades del metropolitanato son Jalki, Megalo Chorio (en Tilos) y Megisti (en Kastelórizo).
El metropolitanato cuenta con 14 parroquias en Symi, 2 en Tilos, 1 en Jalki y 1 en Kastelórizo. Existen 5 monasterios masculinos (2 en Symi, 1 en Tilos, 1 en Jalki y 1 en Kastelórizo).

## Historia
Se considera que el apóstol Pablo de Tarso fue el fundador de las primeras iglesias cristianas en el Dodecaneso, ya que se menciona que en su tercera gira apostólica pasó por Cos y Rodas durante su viaje de regreso a Jerusalén. Debido a su proximidad a Rodas, se puede suponer que la comunidad de allí es responsable de la difusión del cristianismo en las islas.
No se sabe a qué diócesis (o diócesis) pertenecían estas pequeñas islas durante los primeros años cristianos. Se puede suponer con seguridad que Jalki pertenecía a la diócesis de Rodas, debido a la proximidad de ambas islas, y que Kastelórizo pertenecía al metropolitanato de Pisidia. Con Symi y Tilos no se puede llegar a una conclusión segura, ya que su ubicación entre Rodas y Cos les permite pertenecer a cualquiera de las dos diócesis (Kiminas en The Ecumenical Patriarchate dice que pertenecían a Rodas). Lo que es absolutamente seguro es que desde finales del siglo IV/principios del siglo V, cuando la diócesis de Rodas se convirtió en una metrópolis, las islas estaban bajo la jurisdicción del metropolitano de Rodas.
Las islas fueron tomadas por los latinos en 1204 y recuperadas por el Imperio de Nicea en 1224. En 1278 el comandante de Rodas, Krivikiotis, entregó Rodas y las islas circundantes al corsario genovés Delcavo. En 1282, el almirante genovés del emperador bizantino Andrónico Paleólogo, junto con su hermano Luis, tomó las islas como una recompensa por la expulsión de turcos y catalanes. En 1309 fueron ocupadas por los Caballeros de San Juan y en 1523 por el Imperio otomano. Kastelórizo fue ocupada por los mamelucos en 1440, por los catalanes en 1461, por el Reino de Nápoles en 1470, por los otomanos en 1480, recuperada por los napolitanos en 1498, tomada por los españoles en 1512, por los otomanos en 1523, por Venecia en 1570 y finalmente por los otomanos en 1659.
Desde los años del dominio otomano y más tarde, se testifica la existencia del Comité Jerárquico de Symi. El comisionado jerárquico de Symi era un clérigo que actuaba en la isla como instrumento del metropolitano de Rodas. Además de sus deberes puramente religiosos, el comisionado jerárquico de Symi tenía una serie de responsabilidades, que se derivaban de la jurisdicción del metropolitano, cuya autoridad representaba. Por lo tanto, podía realizar matrimonios o anularlos, resolvía disputas, controlaba la ejecución de testamentos, hacía justicia, se ocupaba de asuntos educativos, validaba alquileres y ventas de bienes inmuebles, era testigo de préstamos de dinero y bienes, organizaba la devolución de activos, disolución de la convivencia o compromiso, etc.
En 1640 Kastelórizo pasó a ser un exarcado patriarcal y en enero de 1647 fue incluida en el restablecido metropolitanato de Myra, que fue anexado al metropolitanato de Pisidia en 1651. En 1729 volvió a ser un exarcado patriarcal hasta que en 1786 fue incluido en la nueva arquidiócesis autocéfala de Myra. El julio de 1790 la arquidiócesis volvió a ser anexada a Pisidia.
Durante la guerra de Independencia griega de 1821 a 1822, las islas se rebelaron y pasaron a ser parte del nuevo Estado griego, pero luego pasaron nuevamente bajo el dominio otomano el 9 de julio de 1832. 
El 1912 Italia ocupó las islas (Jalki el 26 de abril, Tilos el 30 de abril y Symi el 6 de mayo). Kastelórizo se rebeló contra los otomanos el 1 de marzo de 1913, fue anexada por Grecia el 1 de agosto de ese año, ocupada por Francia el 28 de diciembre de 1915 y por Italia el 1 de marzo de 1921. El Tratado de Lausana reconoció la posesión italiana del Dodecaneso el 24 de julio de 1923. La inclusión de las islas en la jurisdicción de la diócesis de Rodas continuó durante la ocupación italiana. El 5 de febrero de 1924 fue creado el metropolitanato de las Cícladas, con sede en Symi, separando las islas de Symi, Tilos, Jalki y Nísiros del metropolitanato de Rodas. Ese mismo día Kastelórizo fue anexada a Rodas. Sin embargo, las autoridades italianas no aceptaron la creación del metropolitanato y el 9 de octubre de 1924 los cambios fueron revertidos.
En noviembre de 1943 los alemanes ocuparon las islas, hasta que les fueron arrebatadas por los británicos el 25 de diciembre de 1944 (Symi) y el 9 de mayo de 1945 (las demás islas), que ejercieron la administración hasta que fueron entregadas a Grecia el 31 de marzo de 1947, que las anexó el 7 de marzo de 1948. 
El 20 de abril de 2004 el patriarcado ecuménico decidió separar las cuatro islas del metropolitanato de Rodas y la creación de un nuevo metropolitanato con sede en Symi, con el objetivo de mejorar el cuidado pastoral de sus habitantes.

## Cronología de los obispos

### Metropolitano de las Cícladas
- Germán (Anastasiadis) † (5 de febrero de 1924-9 de octubre de 1924 impedido por Italia, trasladado al metropolitanato de Langada)

### Metropolitanos de Symi
- Crisóstomo (Dimitriadis) † (20 de abril de 2004-9 de enero de 2018 falleció)
- Crisóstomo (Pitsis) (desde el 11 de febrero de 2018)